# سلمهو (حديبو)

تعديل مصدري - تعديل

سلمهو هي إحدى قرى مديرية حديبو التابعة لمحافظة سقطرى، بلغ تعداد سكانها 366 نسمة حسب تعداد اليمن لعام 2004.